# Efungumab
L'efungumab nome commerciale  Mycograb, è un anticorpo monoclonale di tipo umano, che viene utilizzato per il trattamento di infezioni invasive da Candida in associazione all'amfotericina B.
Esso è stato sviluppato dalla NeuTec Pharma (una sussidiaria di Novartis).
Il farmaco agisce mimando l'azione della IgA sull'antigene fungino Hsp90.

### Efungumab
- (EN) Zhiqiang An, Therapeutic Monoclonal Antibodies: From Bench to Clinic, John Wiley and Sons, 8 settembre 2009,  pp. 740–, ISBN 978-0-470-11791-0.
- (EN) Mahendra Rai, Progress in Mycology, Springer, 31 dicembre 2010,  pp. 118–, ISBN 978-90-481-3712-1.
- (EN) David Schlossberg, Clinical Infectious Disease, Cambridge University Press, 2008,  pp. 1432–, ISBN 978-0-521-87112-9.
- (EN) Ruth Ashbee e Elaine M. Bignell, Pathogenic Yeasts, Springer, 1º novembre 2009,  pp. 319–, ISBN 978-3-642-03149-6.